# Arrondissement di Annecy
L'arrondissement di Annecy è un arrondissement dipartimentale della Francia situato nel dipartimento dell'Alta Savoia, nella regione dell'Alvernia-Rodano-Alpi.

## Storia
Fu creato nel 1860, dopo l'annessione della Savoia alla Francia.

## Composizione
L'arrondissement è composto da 93 comuni raggruppati in 10 cantoni:
- cantone di Alby-sur-Chéran
- cantone di Annecy-Centro
- cantone di Annecy-Nord-Est
- cantone di Annecy-Nord-Ovest
- cantone di Annecy-le-Vieux
- cantone di Faverges
- cantone di Rumilly
- cantone di Seynod
- cantone di Thônes
- cantone di Thorens-Glières

| Controllo di autorità | VIAF (EN) 14144647636260892400 |